# Fiorella Infascelli
Pour les articles homonymes, voir Infascelli.
Fiorella Infascelli, née le 29 octobre 1952 à Rome, est une réalisatrice et scénariste italienne.

## Biographie
Son père est Carlo Infascelli, un producteur et réalisateur actif dans les années 1960. Après des études de lettres et un travail de photographe, Fiorella Infascelli travaille en tant qu'assistante-réalisatrice sur Salò ou les 120 Journées de Sodome de Pier Paolo Pasolini, Berlinguer ti voglio bene de Giuseppe Bertolucci et Roberto Benigni et La Tragédie d'un homme ridicule de Bernardo Bertolucci. En 1980, elle réalise le téléfilm Ritratto di donna distesa. En 1987, elle réalise son premier long-métrage pour le cinéma, La maschera, qui est présenté dans la sélection Un certain regard au festival de Cannes 1987. Elle enchaîne en 1991 avec Soupe de poissons, un film autobiographique avec Philippe Noiret dans le rôle de son père. Elle réalise ensuite plusieurs documentaires dont Pugni chiusi (it) en 2011 qui gagne le Controcampo Italiano du meilleur documentaire à la Mostra de Venise 2011.

## Filmographie

### Réalisatrice
- 1981 : Pa, court-métrage
- 1988 : La maschera
- 1992 : Soupe de poissons (Zuppa de pesce)
- 1998 : Italiani (it), documentaire
- 1999 : Conversazione italiana, téléfilm documentaire
- 2000 : Ferreri, I Love You, documentaire
- 2003 : Il vestito da sposa (it)
- 2011 : Pugni chiusi (it), documentaire
- 2016 : Era d'estate (it)

### Assistante-réalisatrice
- 1974 : L'Invention de Morel (L'invenzione di Morel) d'Emidio Greco
- 1975 : Salò ou les 120 Journées de Sodome (Salò o le 120 giornate di Sodoma) de Pier Paolo Pasolini
- 1977 : Berlinguer ti voglio bene de Giuseppe Bertolucci
- 1979 : Maschio, femmina, fiore, frutto (it) de Ruggero Miti (it)
- 1981 : La Tragédie d'un homme ridicule (La tragedia di un uomo ridicolo) de Bernardo Bertolucci

### Actrice
- 1974 : L'Invention de Morel (L'invenzione di Morel) d'Emidio Greco